# Општина Чуреа (Јаши)
Чуреа (рум. Ciurea) општина је у Румунији у округу Јаши.
Oпштина се налази на надморској висини од 145 m.